# 牛久保町
牛久保町（うしくぼちょう）は、愛知県宝飯郡にかつて存在した町。現在の豊川市の一部に該当する。
天文3年4月8日の禰宜孫左衛門宛牧野成勝寄進状写に｢牛窪郷之内於本所方五貫文之地｣を寄進するとある（牛久保八幡社文書/豊川市史中世近世史料編）のが初見。

## 歴史
- 江戸時代末期、この地域は天領、三河吉田藩領、寺社領（妙厳寺）などであった。
- 1875年（明治8年） - 長山村が下長山村に改称する。
- 1884年（明治17年） - 南金屋村と鍛冶村が合併し、中條村となる。
- 1889年（明治22年）10月1日 - 牛久保村、西島村、正岡村、下長山村、中條村が合併し、牛久保村となる。
- 1891年（明治24年）10月6日 - 牛久保村が町制施行し、牛久保町となる。
- 1906年（明治39年）7月1日 - 牛久保町、明子村、睦美村の一部（瀬木）[注 1]が合併し、牛久保町となる。
- 1939年（昭和14年）12月15日 - 豊川海軍工廠開設。宝飯郡豊川町、牛久保町、八幡村の2町1村にまたがっていた。
- 1943年（昭和18年）6月1日 - 宝飯郡豊川町、牛久保町、八幡村、国府町が合併し、豊川市となる。

## 交通機関
- 豊川鉄道
  - 牛久保駅[注 2]

## 神社・仏閣
- 大聖寺（今川義元の銅塚がある）
- 長谷寺（山本勘助の遺髪の塚がある）
- 牛久保八幡社

## 史跡
- 牛久保城址

## 学校
- 牛久保青年学校
- 牛久保国民学校（現・豊川市立牛久保小学校[注 3]）